# Challapata
Challapata är huvudstad i provinsen Eduardo Avaroa i departementet Oruro i Bolivia. Staden som har omkring 24 000 invånare (2001), ligger i ett gruvdistrikt omkring 140 kilometer söder om Oruro. I gruvorna finns tenn, bly och silver i bergarter från paleozoikum och tertiär.
I Challapata finns världens största quinoamarknad.